# Mythimna
Mythimna är ett släkte av fjärilar som ingår i familjen nattflyn (Noctuidae) och beskrevs 1816 av Ferdinand Ochsenheimer.

## Arter
I alfabetisk ordning efter vetenskapligt namn:
- Mythimna aedesiusi Rogeot & Laporte, 1983
- Vitpunktsgräsfly (Mythimna albipuncta) Denis & Schiffermüller, 1775,
- Mythimna albiradiosa Eversmann, 1852
- Mythimna chiangmai Hreblay & Yoshimatsu
- Vitfläckat gräsfly (Mythimna conigera) Denis & Schiffermüller, 1775
- Mythimna coronilla Berio, 1973
- Mythimna curvata Leech, 1900
- Mythimna daemona Hreblay & Legrain, 1996
- Mythimna divergens Butler, 1878
  - Mythimna divergens sideniensis Kardakoff, 1928
- Mythimna evoei Laporte, 1974
- Saltängsgräsfly (Mythimna favicolor) Barrett, 1896
- Tegelrött gräsfly (Mythimna ferrago) Fabricius, 1787
- Mythimna fraterna (Moore, 1888)
- Mythimna grandis Butler, 1878
- Mythimna hackeri Hreblay & Yoshimatsu, 1992
- Brungult gräsfly (Mythimna impura) Hübner, 1808
- Mythimna kambaitiana Berio, 1973
- L-tecknat gräsfly (Mythimna l-album) Linnaeus, 1767
- Brokigt gräsfly (Mythimna languida) Walker, 1858
- Vitstreckat gräsfly (Mythimna litoralis) Curtis, 1827
- Mythimna macaria Rebel
- Mythimna manducata Berio, 1973
- Mythimna matsumuriana Bryk, 1948
- Mythimna mollis Berio, 1974
- Mythimna opaca Staudinger, 1900
- Mythimna osseogrisea Berio, 1973
- Halmgult gräsfly (Mythimna pallens) Linnaeus, 1758
- Mythimna pastellinia Hreblay & Legrain, 1996
- Mythimna phlebitis Püngeler, 1904
- Mythimna prominens Walker, 1856
- Mythimna propensa Püngeler, 1906
- Mythimna pseudaletiana Berio, 1973
- Rödgrått gräsfly (Mythimna pudorina) Denis & Schiffermüller, 1775
- Mythimna seifersi Rangnow, 1930
- Mythimna sinuosa Moore, 1882
- Gråhalsat gräsfly (Mythimna straminea) Treitschke, 1825
- Mythimna striatella Draudt, 1950
- Mythimna subsignata Moore, 1881
- Mythimna tamsi Boursin, 1964
- Mythimna toumodi Laporte, 1978
- Rödbrunt gräsfly (Mythimna turca) Linnaeus, 1761
- Mythimna unicorna Berio, 1973
- Vandrargräsfly (Mythimna unipuncta) Haworth, 1809
- Äggult gräsfly (Mythimna vitellina) Hübner, 1808
- Mythimna vuattouxi Laporte, 1973

## Bildgalleri

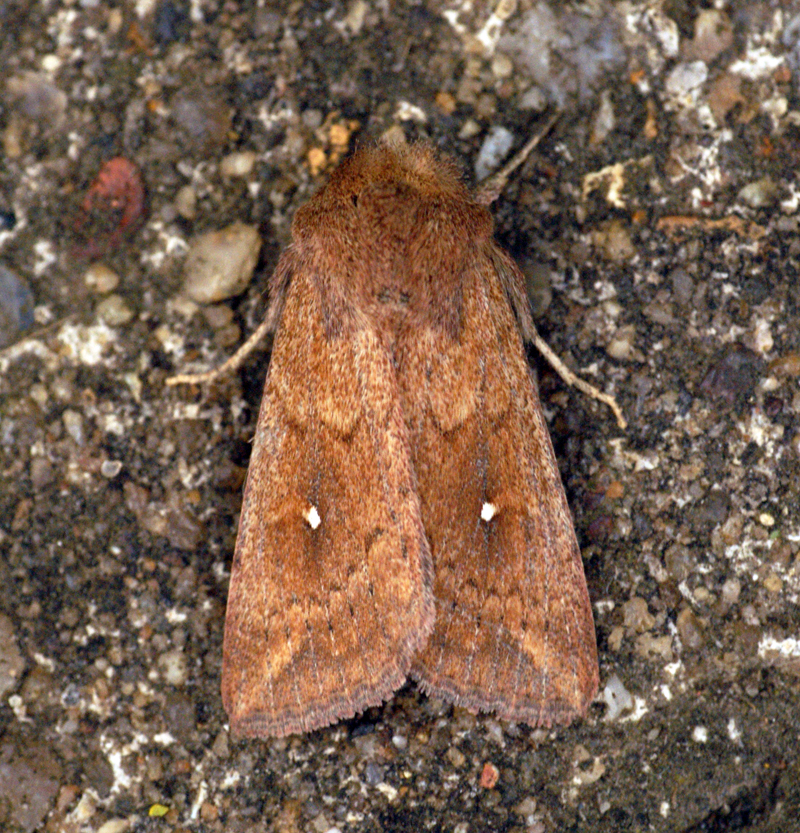
Vitpunktsgräsfly (Mythimna albipuncta)
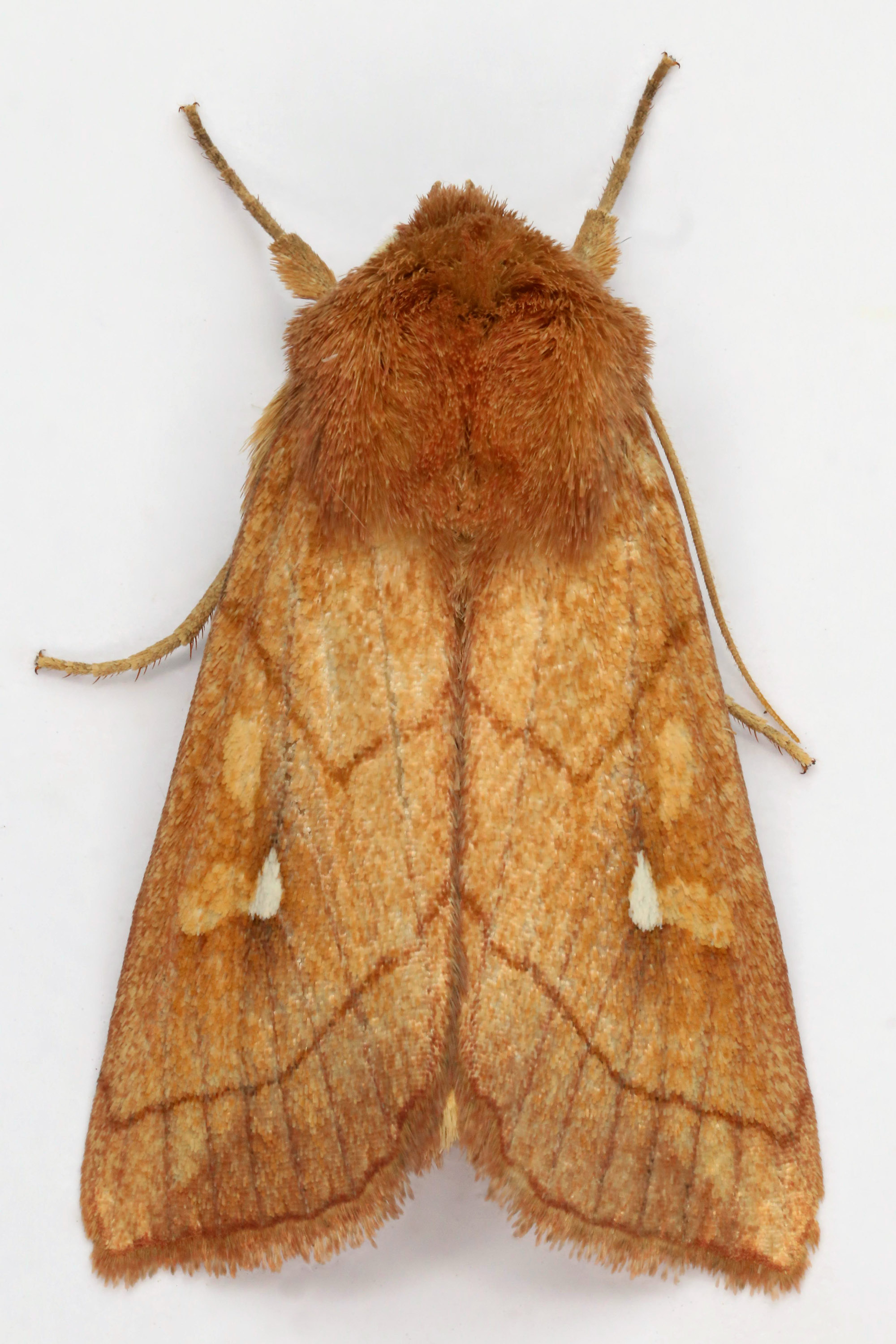
Vitfläckat gräsfly (Mythimna conigera)
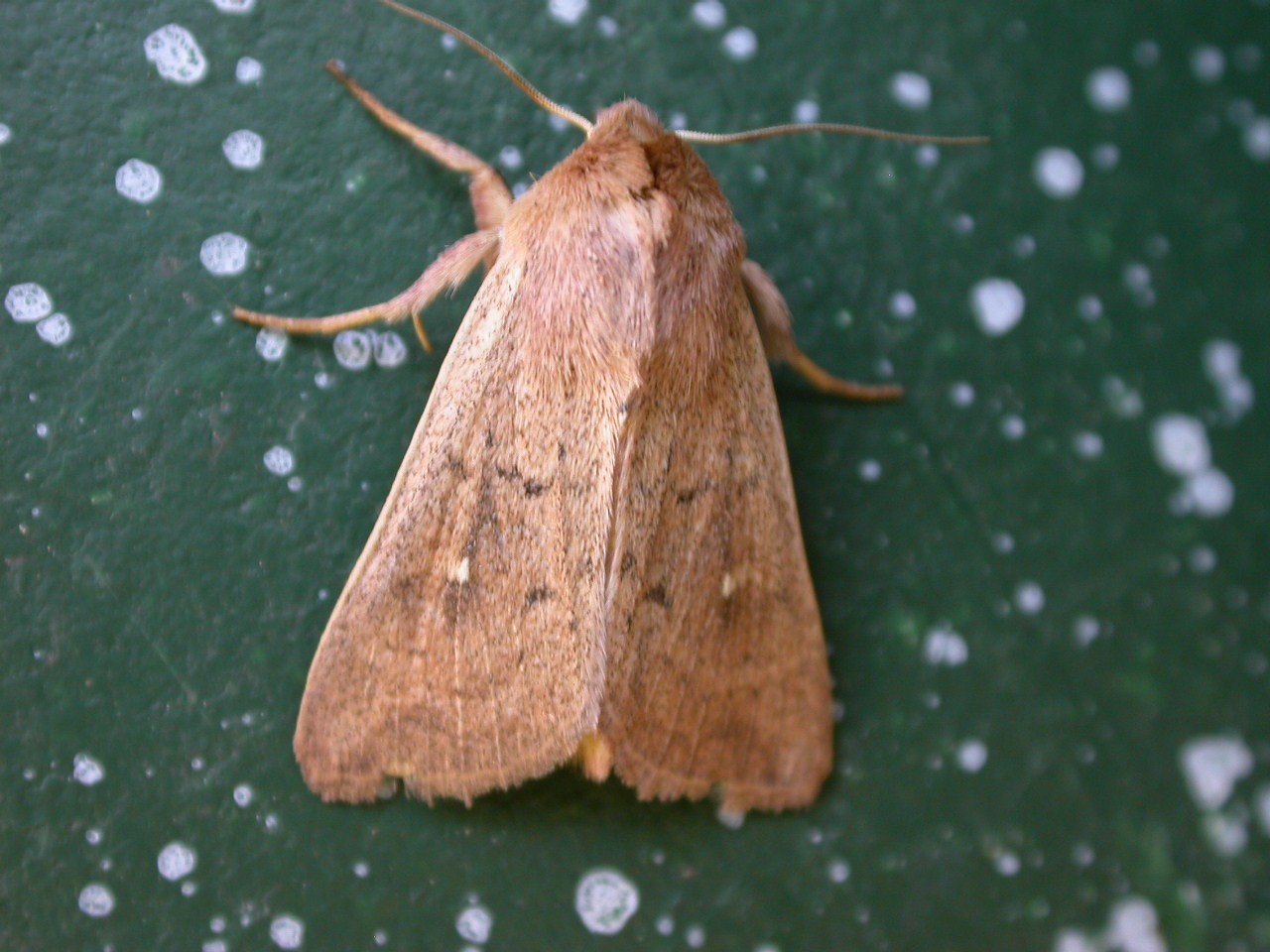
Tegelrött gräsfly (Mythimna ferrago)
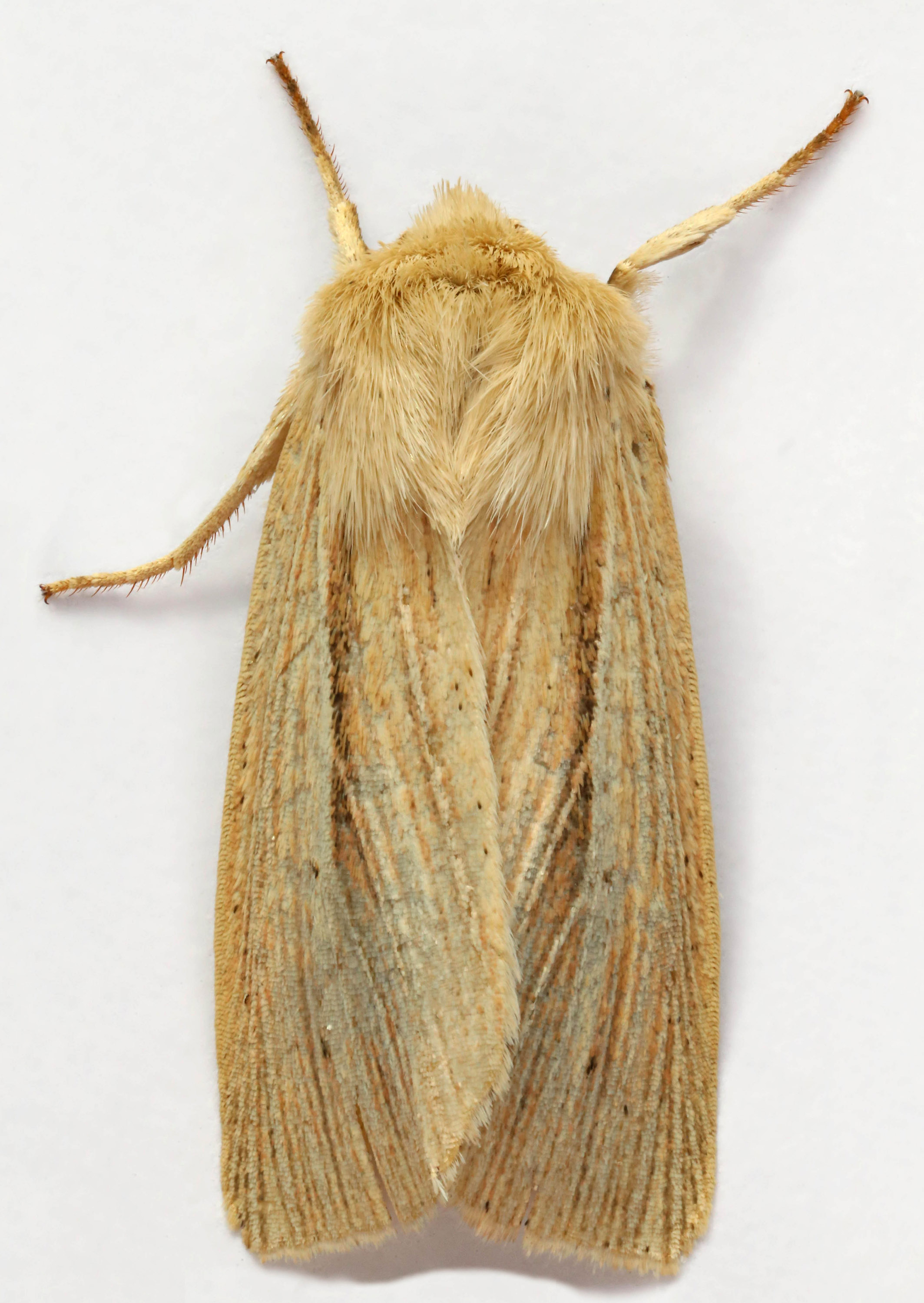
Brungult gräsfly (Mythimna impura)
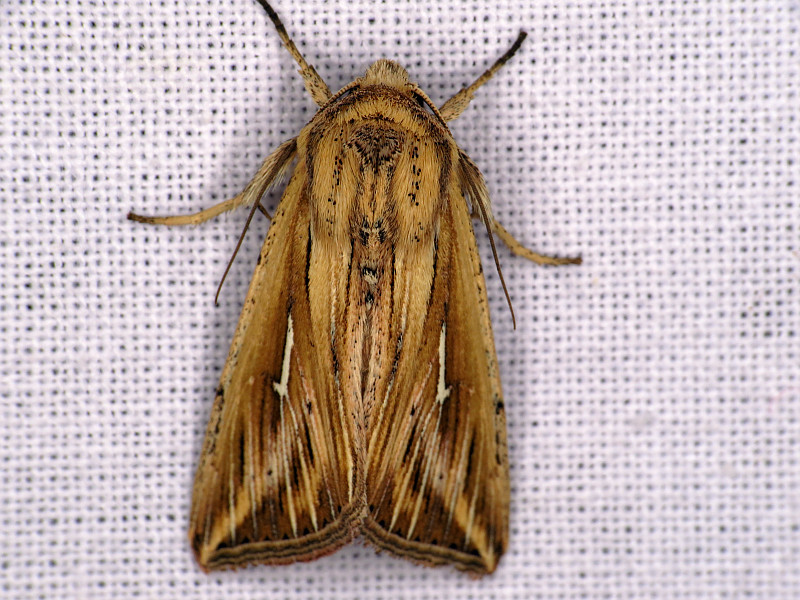
L-tecknat gräsfly (Mythimna l-album)
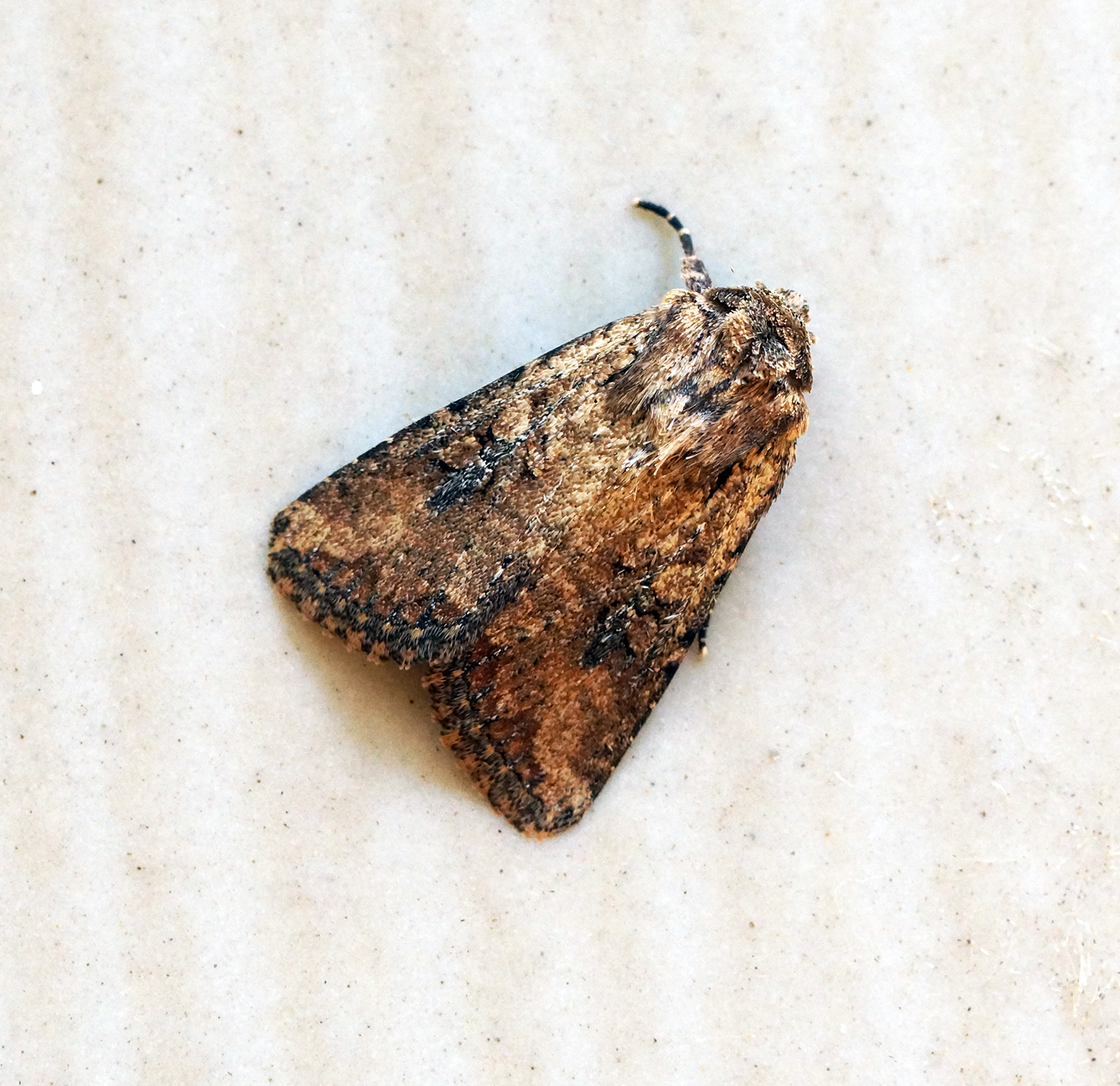
Brokigt gräsfly (Mythimna languida)
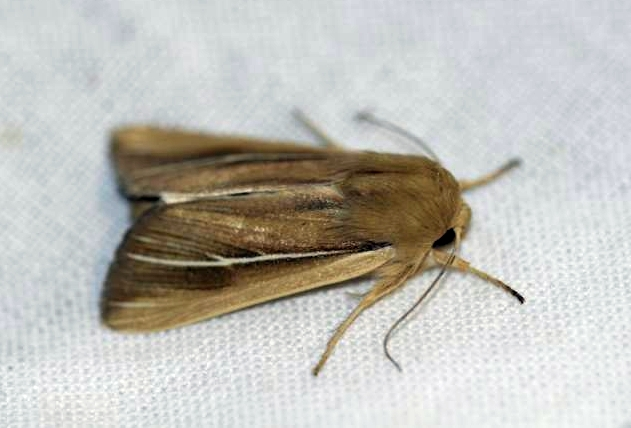
Vitstreckat gräsfly (Mythimna litoralis)
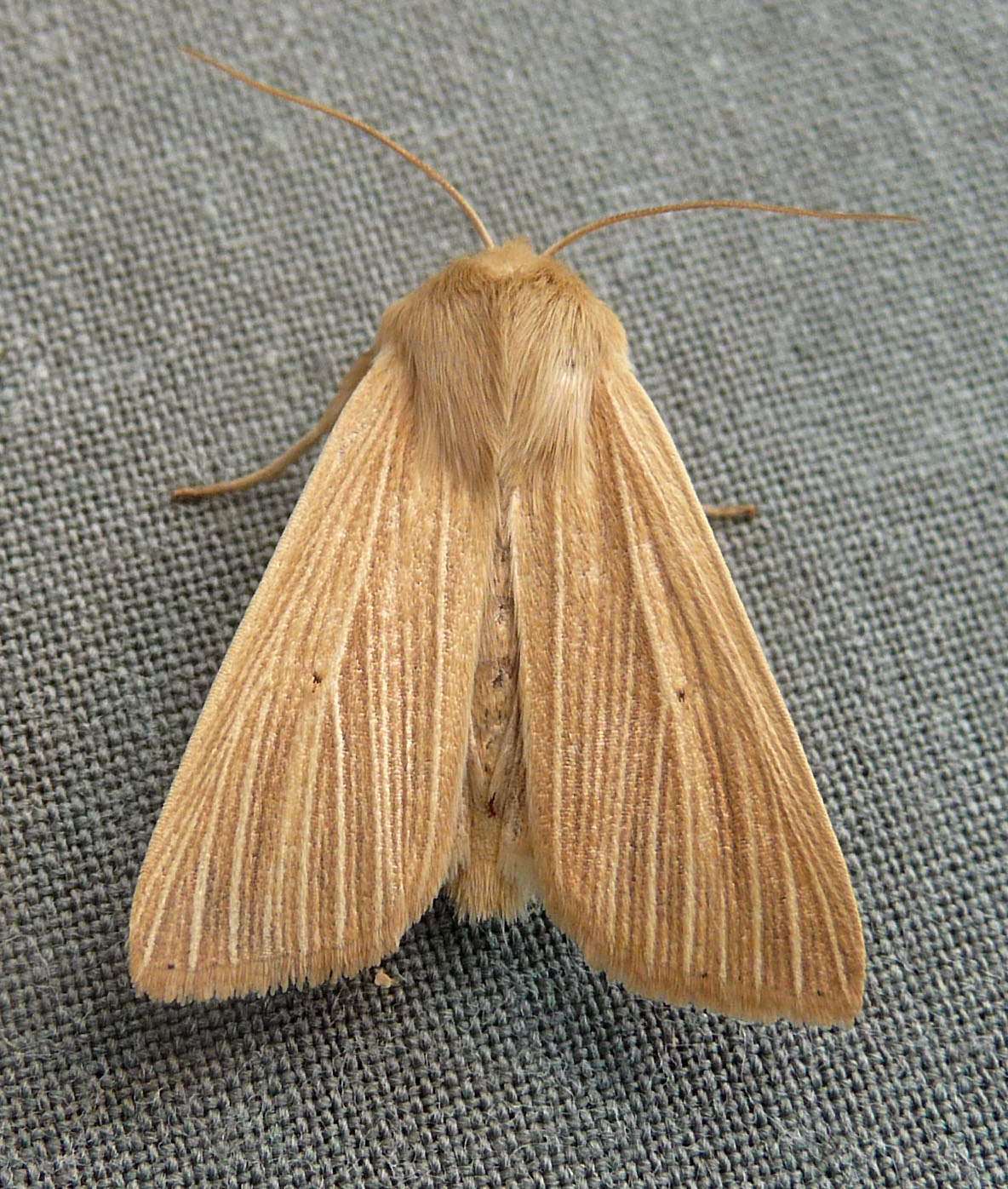
Halmgult gräsfly (Mythimna pallens)
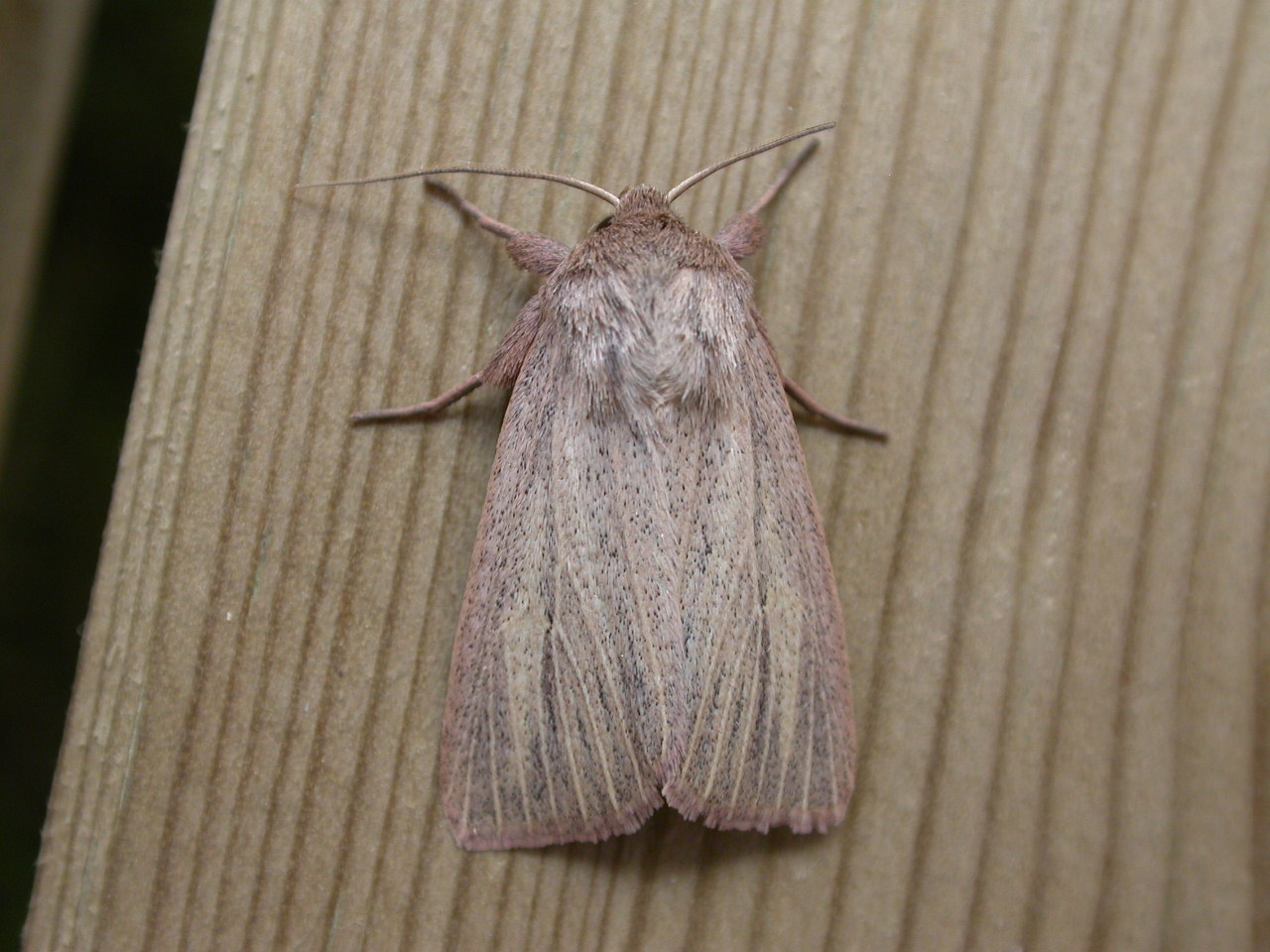
Rödgrått gräsfly (Mythimna pudorina)
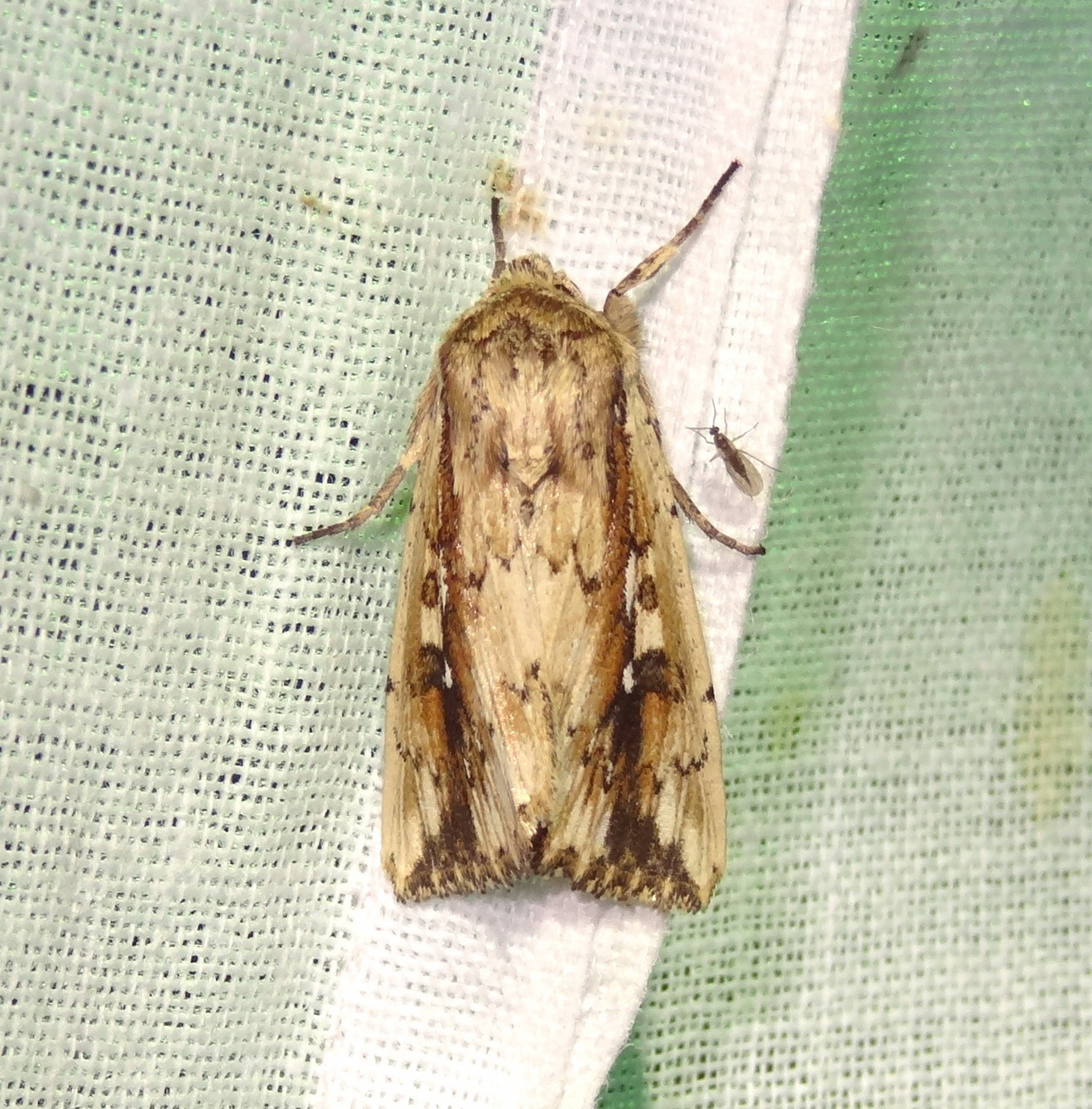
Mythimna sinuosa
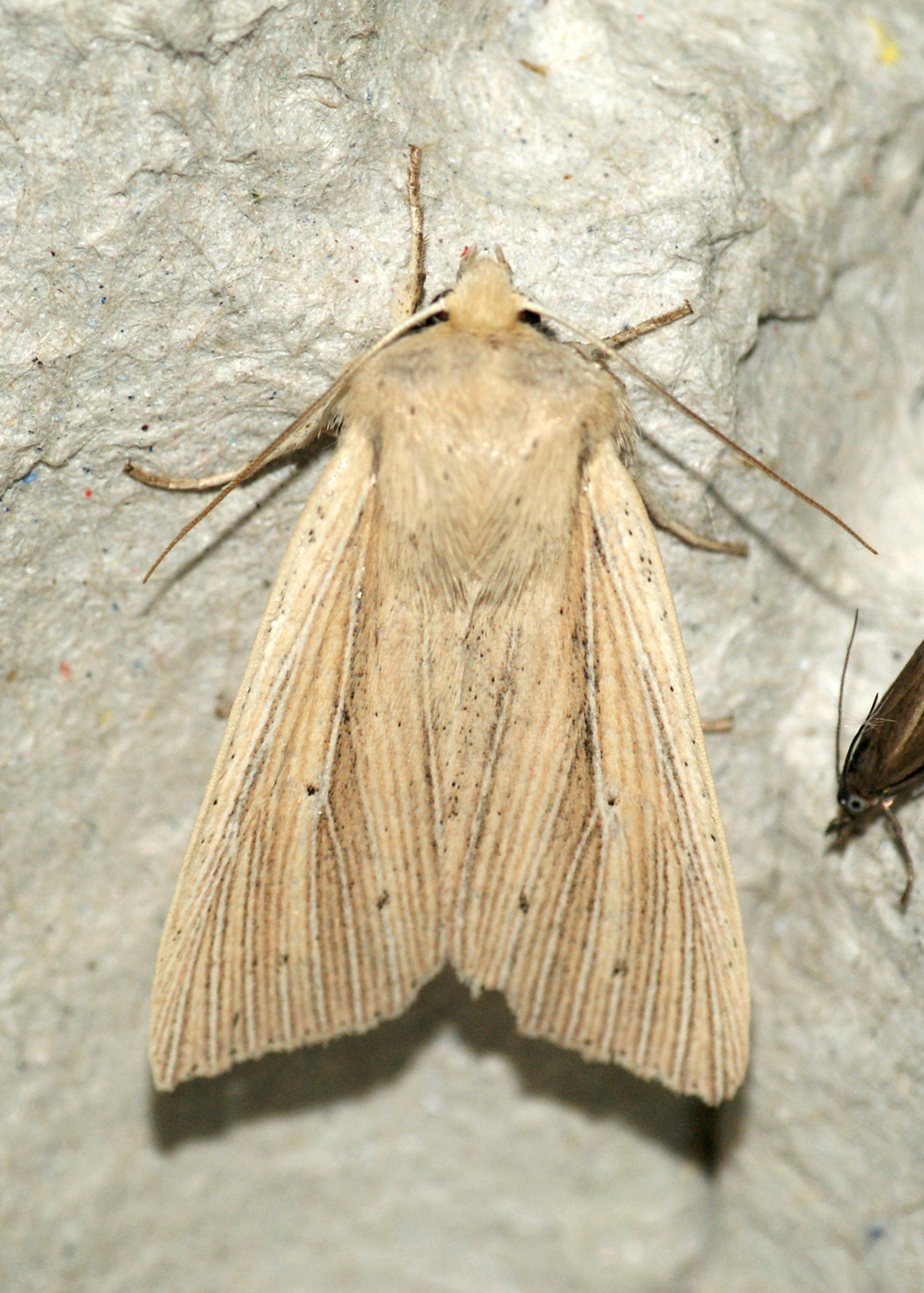
Gråhalsat gräsfly (Mythimna straminea)
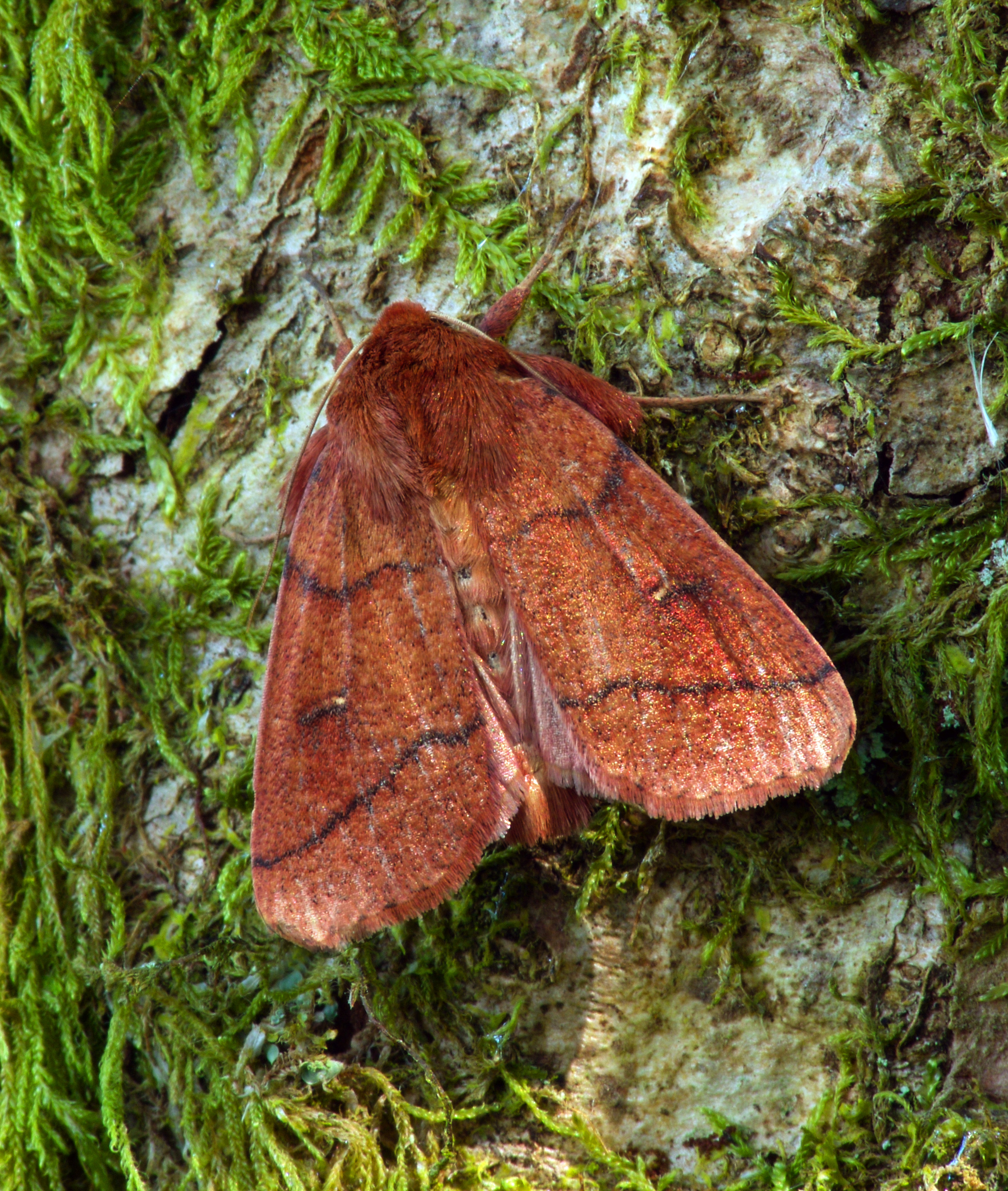
Rödbrunt gräsfly (Mythimna turca)
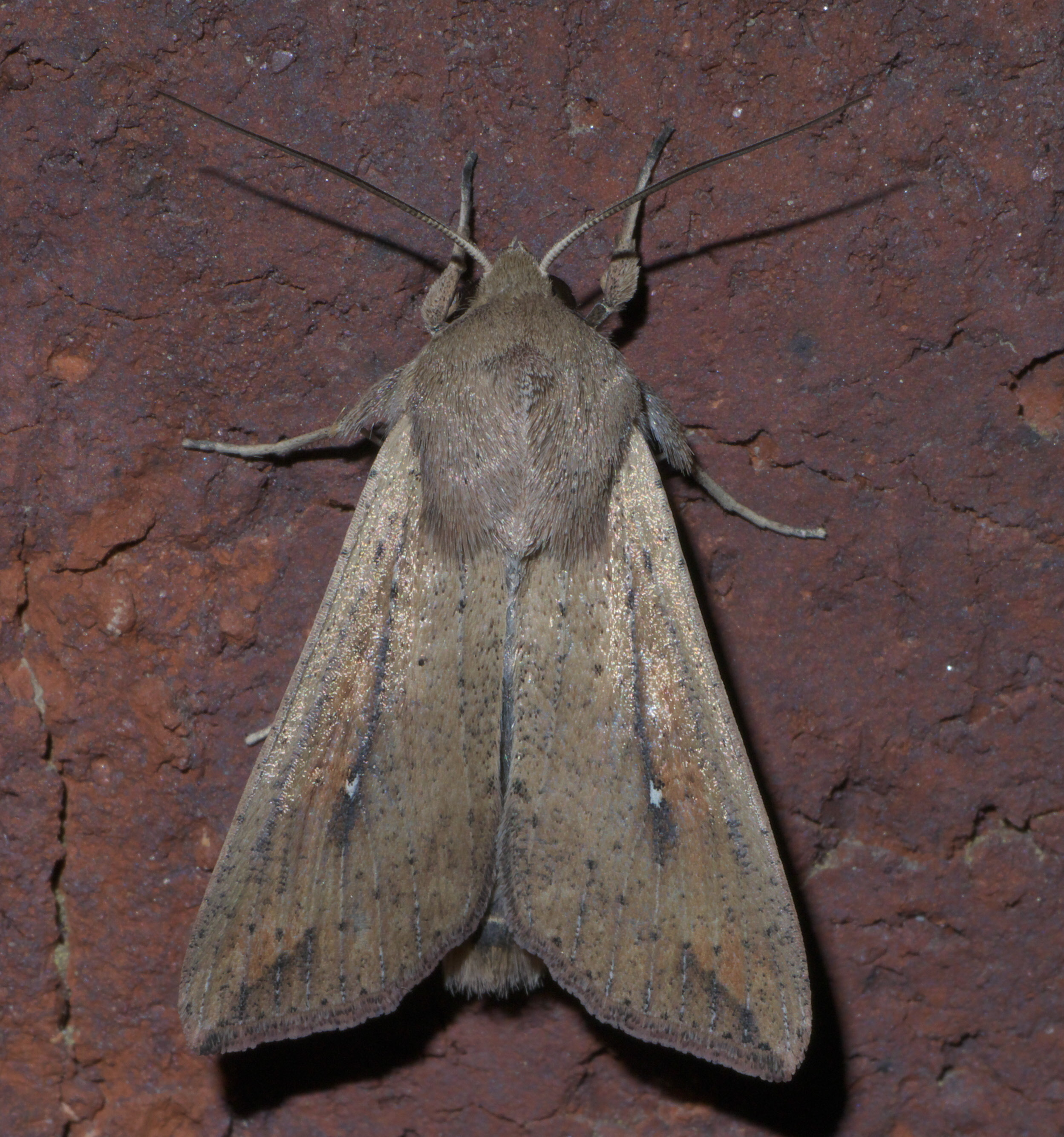
Vandrargräsfly (Mythimna unipuncta)
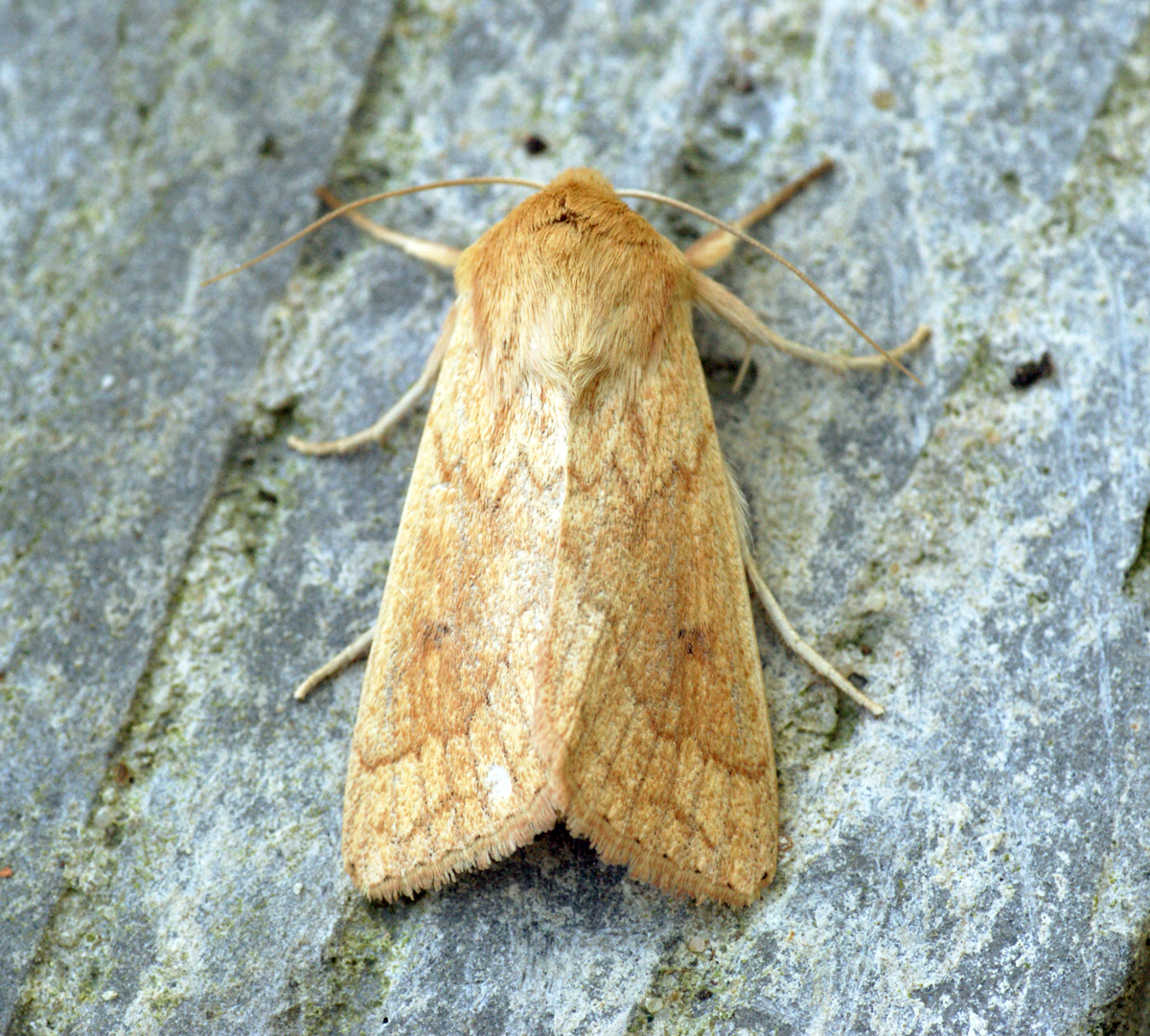
Äggult gräsfly (Mythimna vitellina)